# Nagaland
Nagaland is een deelstaat van India, gelegen in het noordoostelijke deel van het land. De hoofdstad is Kohima en de grootste stad is Dimapur. Nagaland heeft 1.978.502 inwoners (2011).

## Geografie
Nagaland grenst aan de Indiase staten Assam (in het westen en noorden), Arunachal Pradesh (in het noordoosten) en Manipur (in het zuiden). In het oosten grenst het aan Myanmar. De lengte van noord naar zuid bedraagt 250 km en de breedte varieert van 40–100 km.

## Bevolking

### Etnische groepen
83,6 procent van de bevolking behoort tot de zestien Nagastammen, een Indo-Mongoloïde etnische groep. Daarnaast bestaat 11,5 procent uit Assamezen, 2,5 procent uit de Kin, 0,8 procent uit Bengalen en 1,6 procent uit andere bevolkingsgroepen.

### Religie
87,5 percent van de bevolking is christelijk, waarvan meer dan zestig procent baptisten. Deze christelijke erfenis wordt gedeeld met een meerderheid in de nabijgelegen staten Mizoram en Meghalaya en door een grote minderheid in het naburige Manipur, maar scheidt hen van de rest van India, dat overwegend hindoeïstisch is. 10,1 procent van de bevolking is hindoeïstisch en 1,7% is islamitisch.

## Recente geschiedenis
Nagaland werd een staat op 1 december 1963. De status als deel van India of als onafhankelijke entiteit is vooraf betwist sinds 1956, en er zijn stemmen voor onafhankelijkheid binnen het gebied. Nagaland is dan ook al geruime tijd een onrustig gebied.
Op 2 oktober 2004 werden bij een reeks aanvallen, waaronder twee bomexplosies, in de staten Assam en Nagaland minstens 57 mensen gedood en meer dan 100 gewond. De overheid heeft twee groepen separatistische rebellen, het Verenigde Front van de Bevrijding van Asom (ULFA) en Nationaal Democratisch Front van Bodoland (NDFB), hiervan beschuldigd.

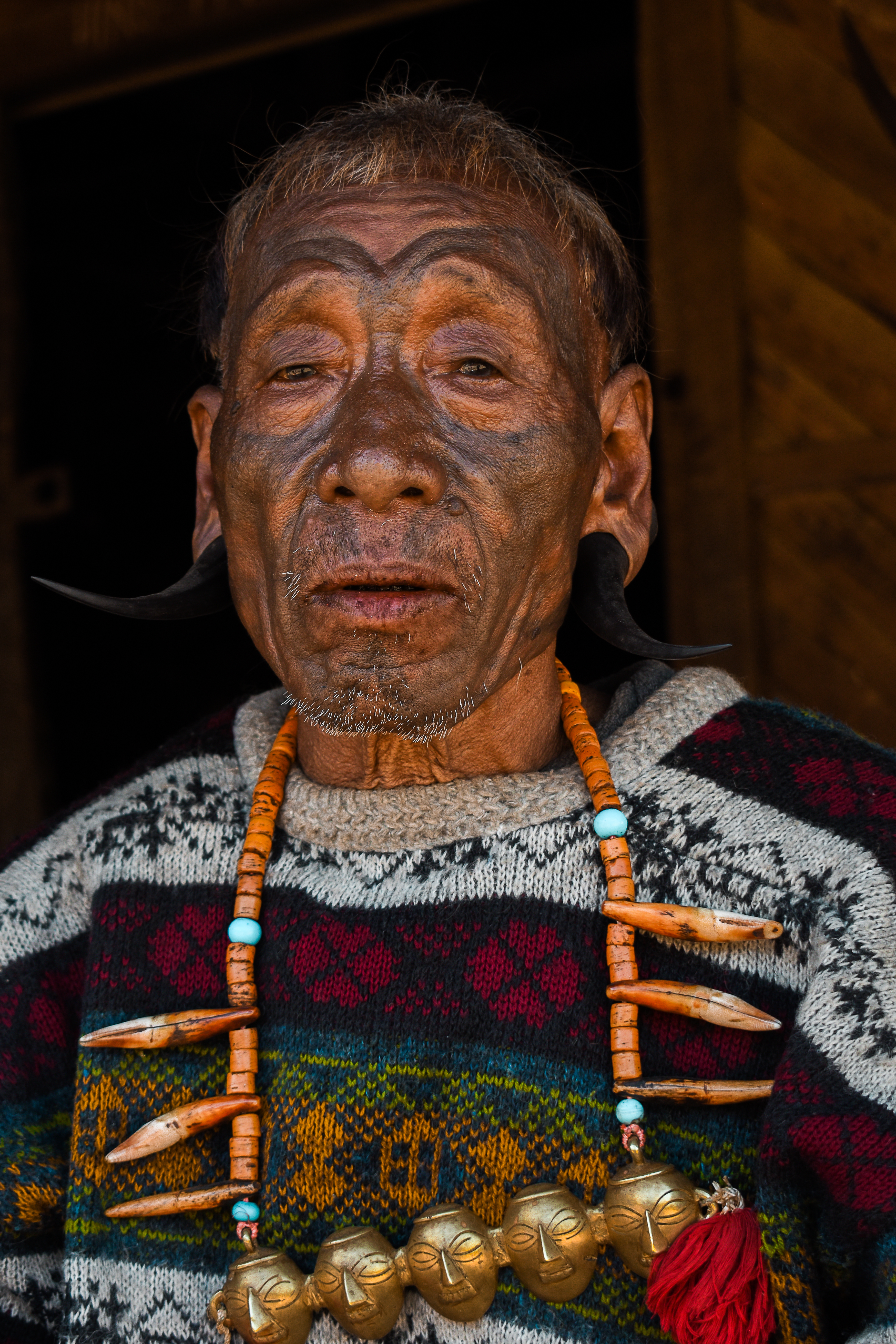
Een koppensneller in het dorp Longwa, Nagaland

## Bestuurlijke indeling

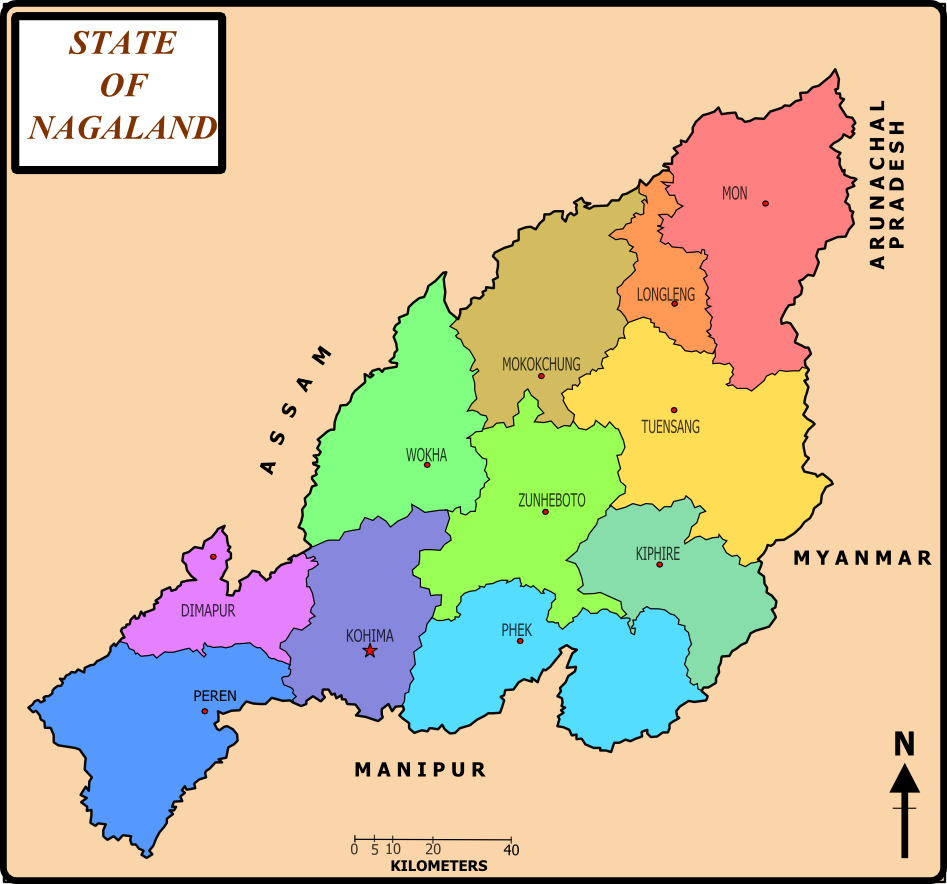
Districten van Nagaland

Nagaland is bestuurlijk onderverdeeld in twaalf districten. Hieronder volgt een lijst van de huidige districten.
| - Dimapur - Kiphire - Kohima - Longleng - Mokokchung - Mon |  | - Noklak - Peren - Phek - Tuensang - Wokha - Zunheboto |